# Dragline (album)
Albums de Paw
Death to Traitors
(1995)
Singles
1. Lolita
Sortie : 1992
2. Sleeping Bag
Sortie : 1992
3. Jessie
Sortie : 1993
4. Couldn't Know
Sortie : 1993

Dragline est le premier album du groupe de rock américain Paw. Il est paru le 4 mai 1993, en pleine période Grunge,  sur le label A&M et produit par Mr. Colson et le groupe.

## Historique
C'est album fut enregistré dans les studios Smart à Madison dans le Wisconsin entre septembre et décembre 1992 et mixé à New York par Andy Wallace. Avant l'enregistrement, le label A&M envoya le groupe en tournée avec Social Distortion et le Reverend Horton Heat pour s'aguerrir.
Des quatre singles, "Lolita", Sleeping Bag" sont sortis en 1992 sur le propre label du groupe Nasty Pope Records, les deux suivants, "Couldn't Know" et "Jessie" sortiront en 1993 sur le label A&M. "Jessie", "Pansy" et "The Bridge" figurent sur la bande son du jeu vidéo Road Rash. "Jessie" se classa à la 82e place des charts britanniques.
Souvent assimilé par les journalistes au mouvement Grunge (cet album fut classé à la 35e place des meilleurs albums grunge par le magazine Rolling Stone), le groupe réfuta cette appartenance par la voix de son guitariste Grant Fitch.  
L'album sera réédité en 2015 avec cinq titres bonus inédits dont une version acoustique live de "Jessie".

## Liste des titres
- Tous les titres sont signés par Mark Hennessy et Grant Fitch, sauf indications.

1. Gasoline (Hennessy / Grant Fitch / Peter Fitch) - 4:47
2. Sleeping Bag - 4:07
3. Jessie (Hennessy / Fitch / Fitch) - 3:14
4. The Bridge - 3:34
5. Couldn't Know - 4:12
6. Pansy (Hennessy / Fitch / Fitch) - 3:26
7. Lolita - 4:56
8. Dragline - 5:07
9. Veronica - 3:58
10. One More Bottle - 4:04
11. Sugarcane - 3:46
12. Hard Pig - 5:07

Titres bonus réédition 2015
1. Suicide Shift - 3:06
2. Slow Burn - 2:18
3. I Know Where You Sleep - 4:37
4. Jessie (live acoustic version) - 3:16
5. Imaginary Lover (Reprise d'Atlanta Rhythm Section) -4:37

## Musiciens
Paw
- Mark Hennessy : chant
- Grant Fitch : guitares
- Peter Fitch : batterie, percussions
- Charles Bryant : basse

Musicien additionnel
- Franklyn Lee Anderson Jr. : pedal steel sur "Jessie"

## Chart single
| Single   | Chart            | Durée du classement | Position | Date         |
| -------- | ---------------- | ------------------- | -------- | ------------ |
| "Jessie" | UK Singles Chart | 1 semaine           | 82e      | 26 mars 1994 |